# Charles Jalabert
Pour les articles homonymes, voir Jalabert.
 (décembre 2014).
Si vous disposez d'ouvrages ou d'articles de référence ou si vous connaissez des sites web de qualité traitant du thème abordé ici, merci de compléter l'article en donnant les références utiles à sa vérifiabilité et en les liant à la section « Notes et références ».
Charles Jalabert, né le 25 décembre 1818 à Nîmes et mort le 8 mars 1901 à Paris, est un peintre français.

## Biographie
« Jalabert Charles-François est né à Nîmes le 25 décembre 1818, quoique l'état civil porte la date du 1er janvier 1819. »

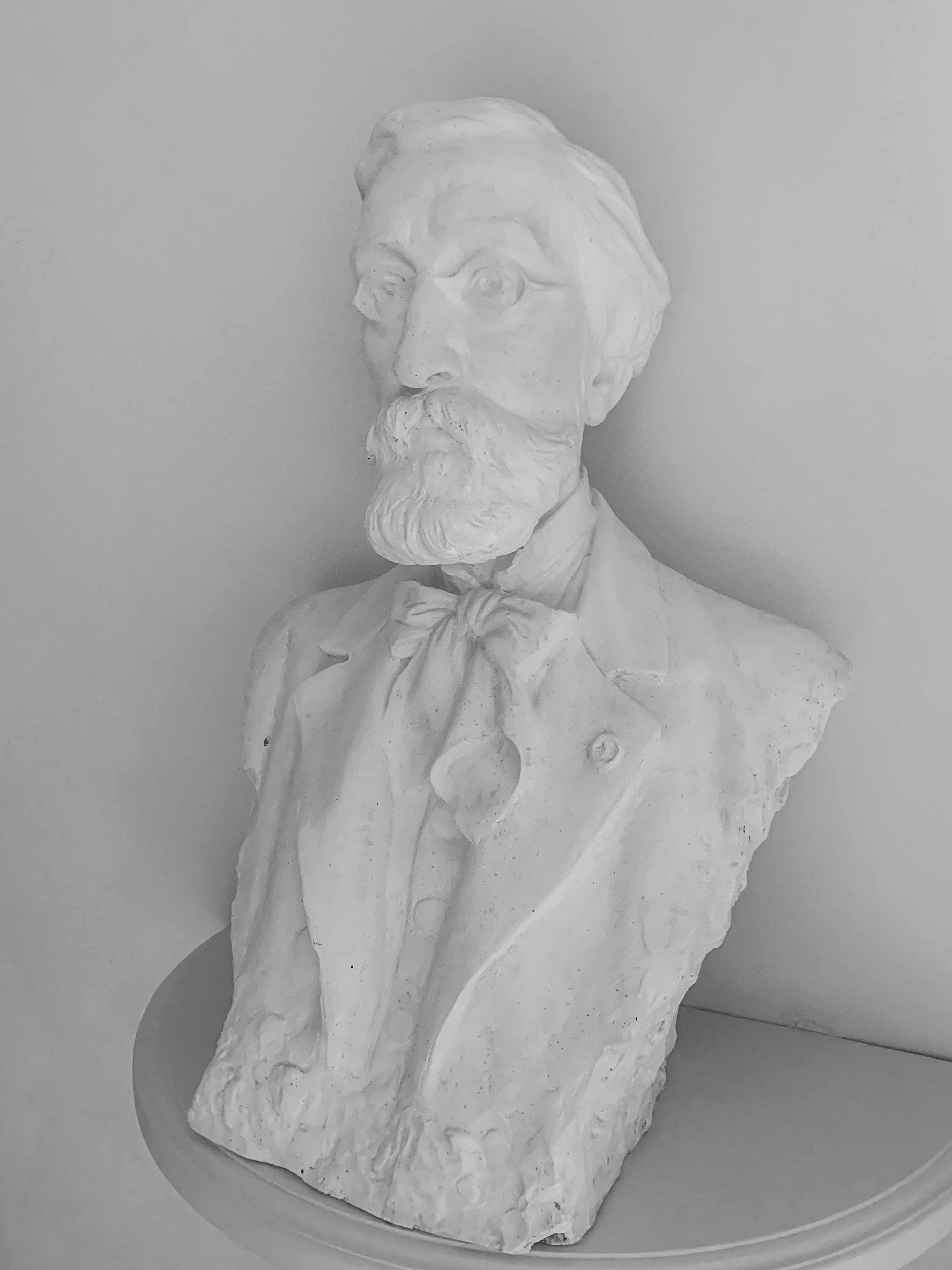
Buste de Charles Jalabert par Pierre-Nicolas Tourgueneff (copie, collection particulière).

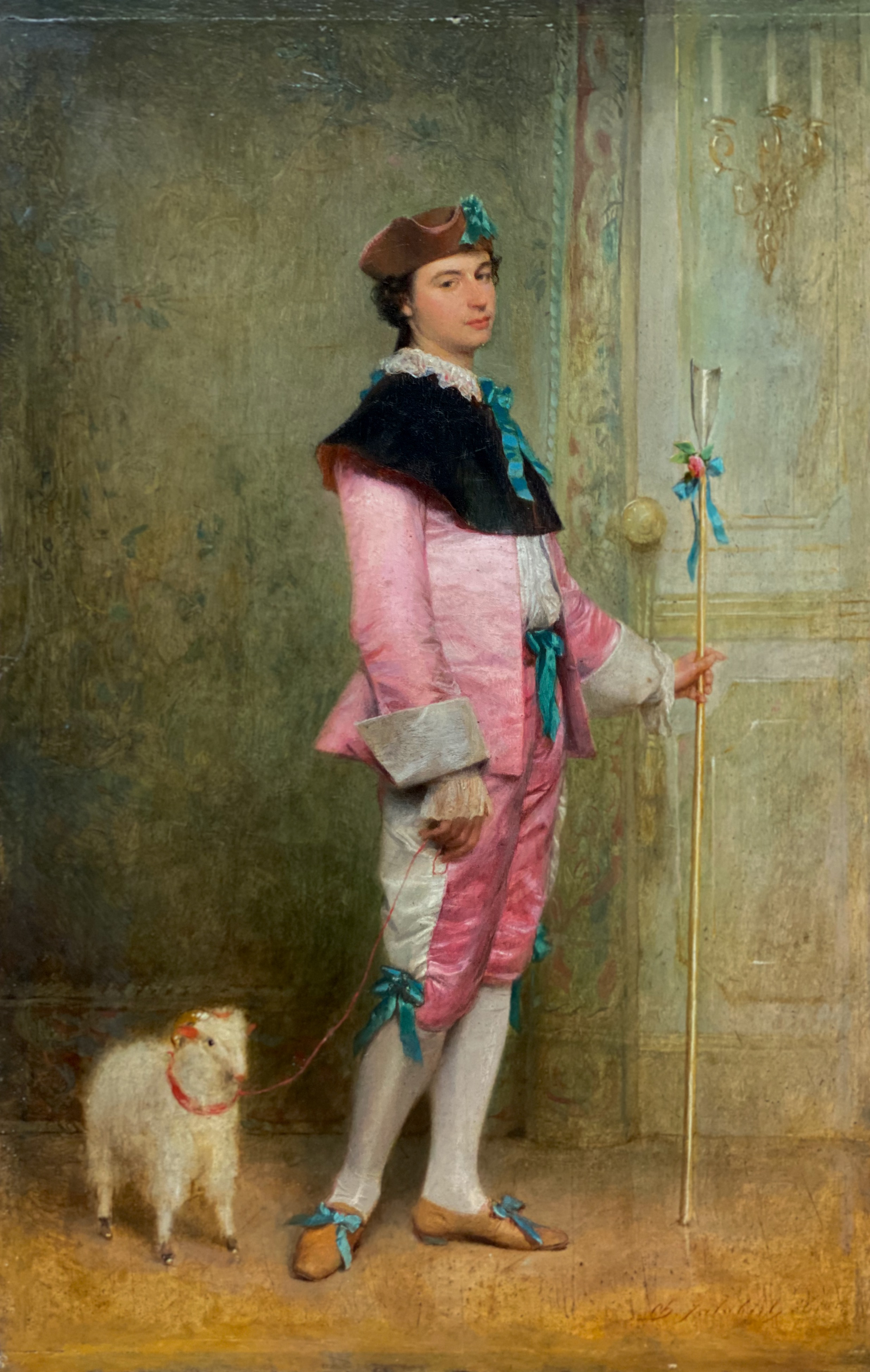
Souvenir de Carnaval 1861, huile sur panneau, 29 x 18,5 cm (collection particulière Pays-Bas)

Il est l'élève du peintre Alexandre Colin à l'école de dessin de Nîmes. Son père, trouvant qu'une carrière commerciale serait plus lucrative, l'envoie à Paris à cette fin. C'est son employeur qui l'encourage à poursuivre sa vocation. En 1839, il est admis dans l'atelier de Paul Delaroche, mais est contraint de le quitter lorsque celui-ci ferme après un bizutage tragique. Il gardera une amitié indéfectible à son professeur jusqu'à la mort de celui-ci. Lauréat du deuxième prix de Rome en peinture de 1841, il ne réussit pas à obtenir le premier prix malgré trois tentatives, et part à ses frais à Rome en 1843.
De retour en France en 1847, Charles Jalabert expose au Salon de peinture et de sculpture un Virgile qui est acquis par l'État pour le musée du Luxembourg, à Paris. Il devient rapidement un artiste de renom dans la haute société parisienne, et fréquente notamment le salon d'Apollonie Sabatier. Il expose alors régulièrement au Salon des sujets religieux et historiques. À partir de 1863, il devient un peintre portraitiste de renom et travaille notamment pour la famille d'Orléans.
Jean-Léon Gérôme présenta Jalabert à l'éditeur parisien Adolphe Goupil, qui lui assura une large diffusion de son œuvre et une stabilité financière.
Charles Jalabert meurt le 8 mars 1901 à son domicile parisien, rue Chaptal dans le 9e arrondissement.
En 1903, Émile Reinaud, ancien maire de Nîmes et époux de la nièce de Charles Jalabert, lui consacre un important ouvrage biographique primé par l'Académie française.
En 1904, la ville de Nîmes fait élever un monument à sa mémoire. Aujourd'hui disparu, ce monument était notamment composé d'un buste réalisé par Pierre-Nicolas Tourgueneff.

## Distinctions
- Officier de la Légion d'honneur[Quand ?]
- Lauréat du prix de Rome (1841) pour sa toile La Robe de Joseph rapportée à Jacob (collection particulière)
- Chevalier de l'ordre de Léopold (Belgique, 5 octobre 1866)[5].

## Collections publiques
En France

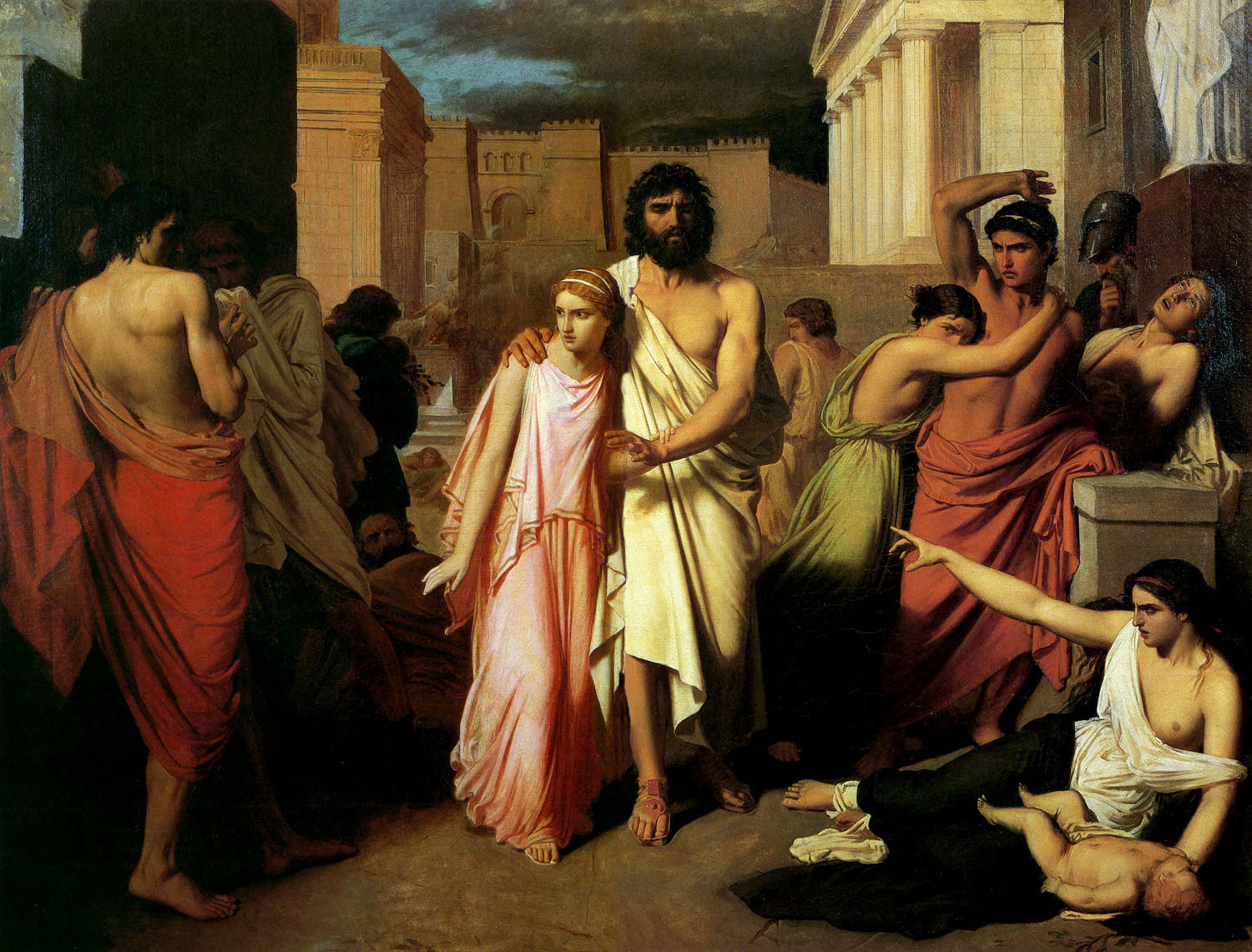
Œdipe et Antigone, 1842, musée des Beaux-Arts de Marseille.

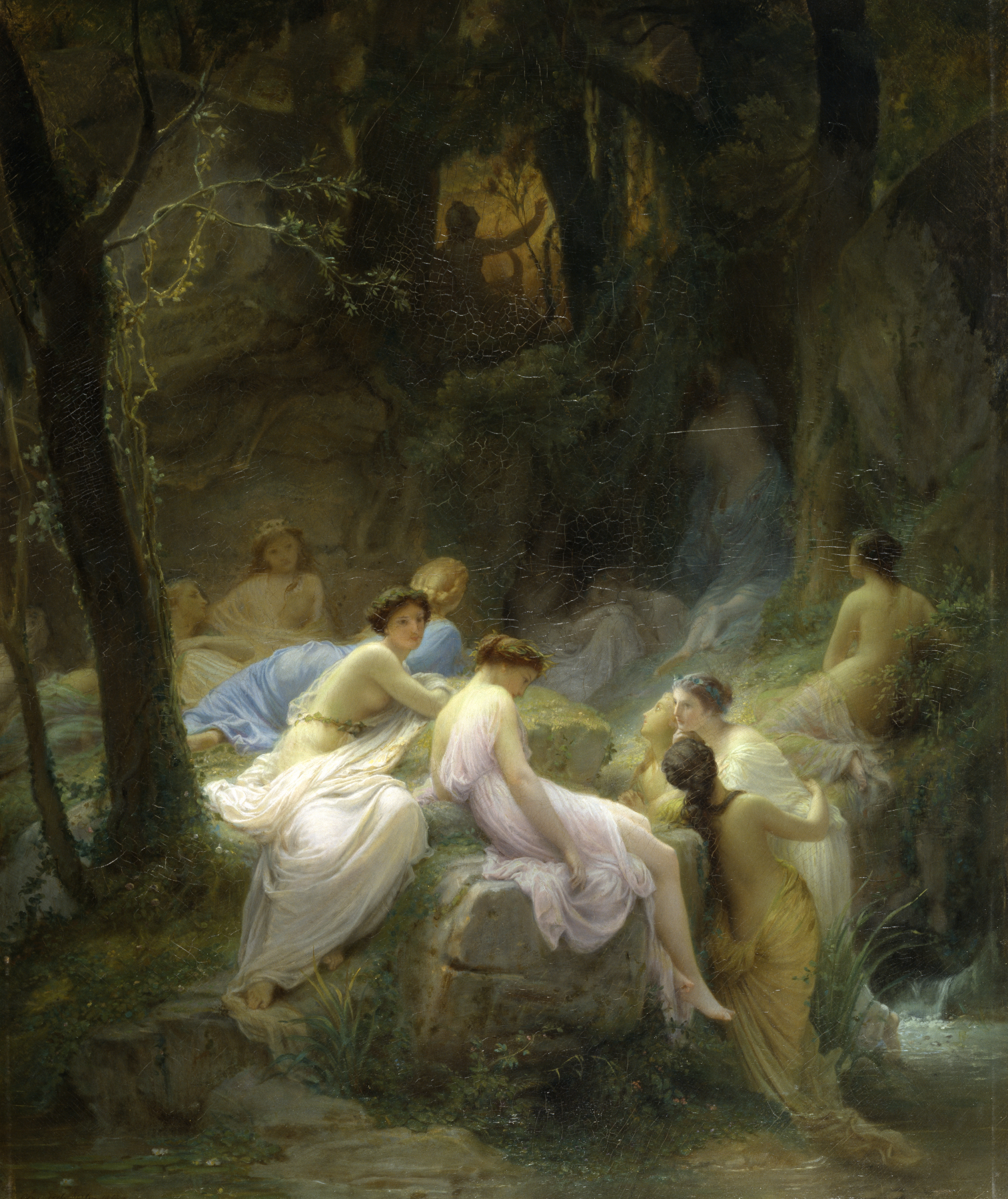
Nymphes écoutant les chants d'Orphée, 1855, Walters Art Museum de Baltimore.

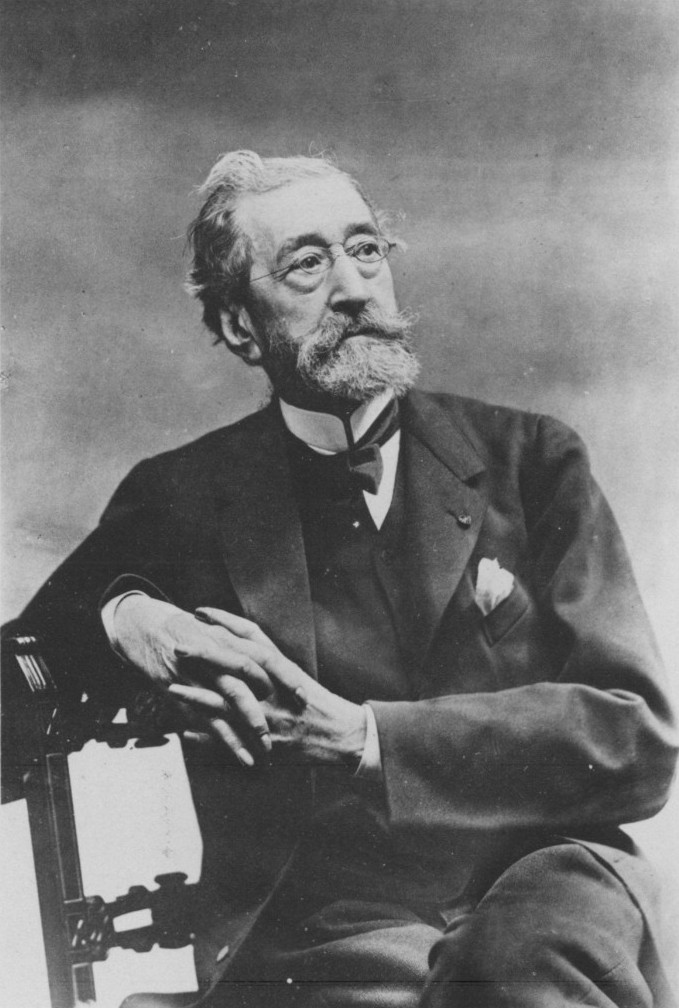
Charles Jalabert par A. Bergeret & Cie.

- Angers, musée des Beaux-Arts : Italienne surveillant le sommeil d'un enfant, 1846, dessin à la mine de plomb[6].
- Alès, Cathédrale Saint-Jean : L'Annonciation, huile sur toile
- Chantilly, musée Condé : Marie-Amélie de Bourbon-Siciles, 1880, huile sur toile[7].
- Douai, musée de la Chartreuse : Jésus au jardin des oliviers, avant 1885, huile sur toile[8].
- Eu, musée Louis-Philippe : 
  - La Comtesse de Paris, 1865, huile sur toile[9] ;
  - Le Comte de Paris, 1865, huile sur toile[10].
- Glisy, église Saint-Léger de Glisy : Jésus marchant sur les eaux, 1866, gravure.
- Marseille, musée des Beaux-Arts : Œdipe et Antigone, 1842, huile sur toile[11].
- Montpellier, musée Fabre : Italienne, 1846, aquarelle[12].
- Nîmes :
  - Hôtel de ville : La République, huile sur toile ;
  - Musée des Beaux-Arts :
    - Virgile lisant ses géorgiques chez Mécène, 1847, huile sur toile,
    - Marie des Abbruzes, huile sur toile.
- Paris :
  - Musée du Louvre : Madame Paul Rattier, 1862, huile sur toile[13] ;
  - Musée du Luxembourg : Virgile ;
  - Théâtre-Français : Émile Augier, huile sur toile.
- Rueil-Malmaison, musée national des châteaux de Malmaison et de Bois-Préau : Louis-Bonaparte en uniforme du colonel du 5e régiment de dragons, 1852, huile sur toile, copie d'après Jean-Baptiste Isabey[14].

Aux États-Unis
- Baltimore, Walters Art Museum :
  - Nymphes écoutant les chants d'Orphée, 1855, huile sur toile ;
  - Le Martyr chrétien noyé dans le Tibre, après 1853, huile sur toile, par Paul Delaroche, achevé par Charles Jalabert ;
  - Moïse sauvé des eaux, après 1853, huile sur toile, par Paul Delaroche, achevé par Charles Jalabert ;
  - Le Réveil ou Femme à l'enfant, 1863, huile sur toile ;
  - Maria Pasqua, 1863, huile sur bois.

## Estampes d'après Charles Jalabert
- Galatée, 1847, gravé par Marie-Alexandre Alophe (1812-1883), édité par Adolphe Goupil dans la Revue des Arts.
- Jésus marchant sur les eaux, 1866, gravé par Amédée Varin et Eugène Varin, imprimée et publiée par Goupil[15].
- Roméo et Juliette , édition Goupil.
- Le Réveil , 1860, gravé par Gustave Bertinot, imprimée et éditée par Goupil.

## Salons
- 1847 : Virgile.
- 1852 : Villanella ; Saint-Luc ; Portrait de M. M.
- 1853 : Nymphes écoutant les chants d'Orphée.
- 1863 : Marie des Abbruzes.

## Expositions
- 1981 : musée des Beaux-Arts de Nîmes, « Charles-François Jalabert (1819-1901) ».
- 2005 : Paris, galerie Talabardon et Gautier, « Le XIXe siècle ».
- 2012 : Paris, galerie Alexis Bordes, Galatée.

## Élèves
- Adolphe Jourdan, avant 1844
- Pierre-Napoléon-Eugène Relin
- Henri Rondel
- Paul Désiré Trouillebert
- Adolphe Weisz